# آل مزاحم (لودر)

تعديل مصدري - تعديل

آل مزاحم هي إحدى قرى عزلة زارة بمديرية لودر التابعة لمحافظة أبين، بلغ تعداد سكانها 282 نسمة حسب تعداد اليمن لعام 2004.